# Брезовка
Брезовка або Березівка, Брезівка (словац. Brezovka) — село в Словаччині, Бардіївському окрузі Пряшівського краю. Розташоване в північно-східній частині Словаччини.
Вперше згадується у 1572 році.

## Населення
| Рік:            | 1993 | 2003    | 2013    | 2023    |
| --------------- | ---- | ------- | ------- | ------- |
| Кількість осіб: | 112  | 114     | 116     | 111     |
| Різниця:        |      | +1,78 % | +1,75 % | -4,31 % |

| Рік:            | 2022 | 2023    |
| --------------- | ---- | ------- |
| Кількість осіб: | 102  | 111     |
| Різниця:        |      | +8,82 % |

В селі проживало 99 осіб.
Національний склад населення (за даними останнього перепису населення — 2001 року):
- словаки — 98,23%
- русини — 0,88%
- українці — 0,88%

Склад населення за приналежністю до релігії станом на 2001 рік:
- римо-католики — 61,95%,
- греко-католики — 34,51%,
- православні — 3,54%,